# Dynatosoma fulvidum
Dynatosoma fulvidum är en tvåvingeart som beskrevs av Daniel William Coquillett 1895. Dynatosoma fulvidum ingår i släktet Dynatosoma och familjen svampmyggor. Inga underarter finns listade i Catalogue of Life.